# Hunasegala, Hunsur
Hunasegala là một làng thuộc tehsil Hunsur, huyện Mysore, bang Karnataka, Ấn Độ.